# Oncholaimus steineri
Oncholaimus steineri är en rundmaskart som beskrevs av E. Ditlevsen 1928. Oncholaimus steineri ingår i släktet Oncholaimus och familjen Oncholaimidae. Arten är reproducerande i Sverige. Inga underarter finns listade i Catalogue of Life.